# イチサチホマレ
イチサチホマレは、サラブレッドの日本の競走馬、種牡馬である。国営競馬では夏の上がり馬として1951年の菊花賞で2着し、春、秋の京都記念を制した。また南関東公営競馬に転じてからも旧9歳まで第一線で活躍を続け、少なくとも通算1600万円以上の賞金を稼ぎ出している。なお、国営競馬での登録名はサチホマレ。
※以下、馬齢はすべて2000年以前に使用された旧表記（数え年）にて記述する。

## 戦績

### 3～5歳(国営競馬)
京都競馬場の上田武司厩舎より国営競馬でデビューしたサチホマレだが、3歳時の戦績はじつに平凡なものだった。11戦してたった2勝を挙げたのみであり、しかもこの勝ち星は年末にローカルの小倉競馬場へ遠征してのものである。年が明けてもぱっとしないのは変わらず、トキノミノルの東京優駿にも出走はしたが26頭中21着に終わった。
だがここからサチホマレの戦績は上向き始め、10月にはチャレンジカップで天皇賞馬オーエンスらを下して重賞制覇。本番の菊花賞でも、3着を大きく引き離して勝ったトラツクオーとクビ差の2着に健闘した。そのあとは京都記念(秋)を制して重賞2勝目を挙げると、明けて5歳時は天皇賞（春）で3着。6月末に京都記念(春)を勝ったのちに、大井競馬場の栗田金吾厩舎へと転出していった。国営競馬の通算成績は53戦15勝、獲得賞金452.5万円。

### 5歳～8歳(地方競馬)
南関東へと場を移したサチホマレは、登録名をイチサチホマレと改める。明け6歳の正月川崎開催では、12キロの斤量差にもかかわらずキヨフジを相手に圧勝している。この年は14戦5勝の戦績で、299万円を獲得した。7歳時は川崎の開設記念を制したのを皮切りに1年間を通して走り続け、年間で30戦6勝、452.5万円を稼ぎ出している。そして8歳となった1955年、この年から南関東競馬では重賞競走が本格的に導入されたが、イチサチホマレは川崎記念、ワード賞、八王子記念、ゴールデンウエーブ記念と重賞4勝を挙げる大活躍を見せた。7月に川崎記念を制した段階で国営・地方通算の獲得賞金は1600万円を越えており、これは当時の国営競馬のトップホースであるタカオーやハクリヨウのそれが1000万円強であった時代背景からすると、大きく抜けた数字である。
現在の東京大賞典に当たる秋の鞍でも67キロを背負いながら1番人気に支持されたが、ミスアサヒロの追い込みの前に2着に敗れた。

### 9歳～
春先までは南関東で走り2勝を挙げたあと、現役生活終盤は高知競馬場へ移籍したとされる。
その後は国営競馬時の登録名サチホマレという名前で1956年から青森県で種牡馬入りしたが同年廃用。目立った産駒は出ていない。

## 血統表
| イチサチホマレの血統（サンドリッジ系（キングファーガス系） / チヤペルブラムプトン 3×4=18.75% | イチサチホマレの血統（サンドリッジ系（キングファーガス系） / チヤペルブラムプトン 3×4=18.75% | イチサチホマレの血統（サンドリッジ系（キングファーガス系） / チヤペルブラムプトン 3×4=18.75% | （血統表の出典）                          | （血統表の出典）                          |
| 父 大鵬 1929 黒鹿毛                                                                          | 父の父シアンモア Shian Mor 1924 黒鹿毛                                                       | Buchan 1916                                                                                  | Sunstar 1908                              | Sunstar 1908                              |
| 父 大鵬 1929 黒鹿毛                                                                          | 父の父シアンモア Shian Mor 1924 黒鹿毛                                                       | Buchan 1916                                                                                  | Hamoaze 1911                              |                                           |
| 父 大鵬 1929 黒鹿毛                                                                          | 父の父シアンモア Shian Mor 1924 黒鹿毛                                                       | Orlass 1914                                                                                  | Orby 1904                                 | Orby 1904                                 |
| 父 大鵬 1929 黒鹿毛                                                                          | 父の父シアンモア Shian Mor 1924 黒鹿毛                                                       | Orlass 1914                                                                                  | Simon Lass 1909                           |                                           |
| 父 大鵬 1929 黒鹿毛                                                                          | 父の母フリツパンシー Flippancy 1924 黒鹿毛                                                   | Flamboyant 1918                                                                              | Tracery 1909                              | Tracery 1909                              |
| 父 大鵬 1929 黒鹿毛                                                                          | 父の母フリツパンシー Flippancy 1924 黒鹿毛                                                   | Flamboyant 1918                                                                              | Simonath 1905                             |                                           |
| 父 大鵬 1929 黒鹿毛                                                                          | 父の母フリツパンシー Flippancy 1924 黒鹿毛                                                   | Slip 1909                                                                                    | Robert le Diable 1899                     | Robert le Diable 1899                     |
| 父 大鵬 1929 黒鹿毛                                                                          | 父の母フリツパンシー Flippancy 1924 黒鹿毛                                                   | Slip 1909                                                                                    | Snip 1899                                 |                                           |
| 母 鶴楓 1935 鹿毛                                                                            | 母の父山正 1928 栗毛                                                                         | チヤペルブラムプトン Chapel Brampton 1912                                                    | Beppo 1903                                | Beppo 1903                                |
| 母 鶴楓 1935 鹿毛                                                                            | 母の父山正 1928 栗毛                                                                         | チヤペルブラムプトン Chapel Brampton 1912                                                    | Mesquite 1904                             |                                           |
| 母 鶴楓 1935 鹿毛                                                                            | 母の父山正 1928 栗毛                                                                         | 種正 Young Man's Fancy 1929                                                                  | Junior 1909                               | Junior 1909                               |
| 母 鶴楓 1935 鹿毛                                                                            | 母の父山正 1928 栗毛                                                                         | 種正 Young Man's Fancy 1929                                                                  | Enthusiast's Last 1909                    |                                           |
| 母 鶴楓 1935 鹿毛                                                                            | 母の母朝楓 1929 鹿毛                                                                         | トウルヌソル Tournesol                                                                       | Gainsborough 1915                         | Gainsborough 1915                         |
| 母 鶴楓 1935 鹿毛                                                                            | 母の母朝楓 1929 鹿毛                                                                         | トウルヌソル Tournesol                                                                       | Soliste 1910                              |                                           |
| 母 鶴楓 1935 鹿毛                                                                            | 母の母朝楓 1929 鹿毛                                                                         | 華時 1924                                                                                    | チヤペルブラムプトン Chapel Brampton 1912 | チヤペルブラムプトン Chapel Brampton 1912 |
| 母 鶴楓 1935 鹿毛                                                                            | 母の母朝楓 1929 鹿毛                                                                         | 華時 1924                                                                                    | ヘロイン 1919                             |                                           |

父の大鵬は初代中央三冠馬セントライトの半兄で、1934年の帝室御賞典(横浜)に優勝。母系はヘレンサーフ系に属する。

## 主要参考文献
- 啓衆社『競週地方競馬』1955年8月号、表紙裏(本馬の特集有)。
- 日本中央競馬会『中央競馬年鑑 昭和35年』1961年